# 大孤山 (伊通)
大孤山（满语名阿勒坦额墨勒，意味“金色的马鞍”）位于中国吉林省伊通满族自治县大孤山镇境内，县城伊通镇西南15公里处。海拔430.5米，是伊通火山群中海拔最高的一座，被誉为“七星山之首”。大孤山中部凹陷，有四座山峰：东北峰多玄武岩柱状节理，有多组石塔构成奇特的塔林，称“塔林峰”；东南峰山峰浑圆，似一只大龟，称“龟峰”；西南峰海拔430米，峰顶开阔，旧时曾建有道教庙宇青云观，故称“青云峰”；西北峰为最高峰，海拔430.5米，北坡陡峭，南坡较缓，状如巨象，称为“象峰”。大孤山及山麓树木茂密，景色优美，已辟为大孤山旅游风景区（AA级）。

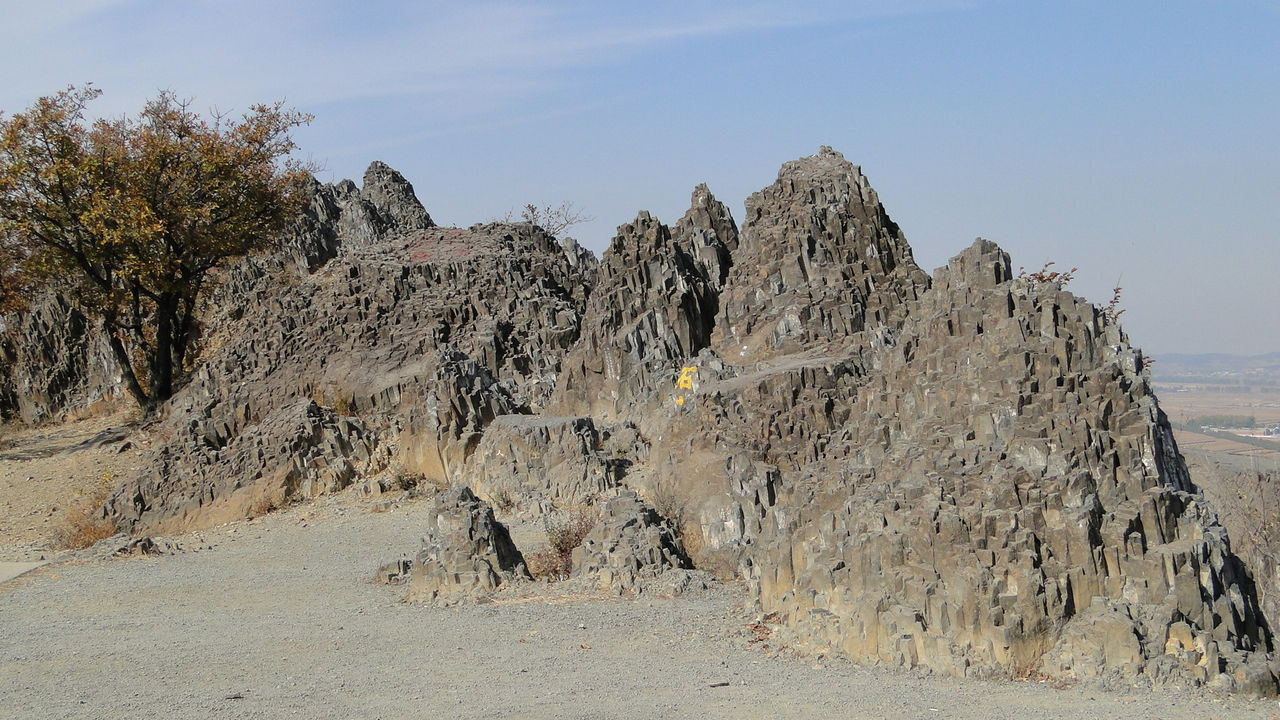
大孤山上的“塔林”